# زیگفرید آوفهویزر
زیگفرید آوفهویزر (آلمانی: Deutsche Angestellten-Gewerkschaft; DAG) یک سیاست‌مدار اهل آلمان بود.